# 아드 막 안미레크
아드 막 안미레크(고대 아일랜드어: Áed mac Ainmuirech: ?-598년)는 북 이 넬의 왕이다. 케넬 코날 씨족 소속으로, 성자 콜룸바 히엔시스의 먼 친척이 된다. 부친은 안미러 막 세트너이고, 모친은 라긴의 이 켄셀럭 씨족의 에네 켄살라크의 아들 크림한 막 엔너의 아들 나흐의 아들 알릴의 아들 콥터그의 딸 브리그(Bríg)다.
드루이드교 전통을 따른 마지막 아르드리 디어르마트 막 케르발이 죽고(565년) 수십 년 지난 뒤 아드 막 안미레크가 권력을 잡았다. 이 시기에 이 넬 씨족이 아르드리를 지냈는지, 아드의 동시대인들이 아드를 아르드리로 인정했는지 여부는 불확실하다. 6세기 말 아르드리 지위를 케넬 노간 씨족과 케넬 코날 씨족이 번갈아가면서 하기는 했다. 하지만 아드의 치세를 그의 육촌형 바탄 막 니네더(586년 몰)의 치세와 구분하는 것도 어렵다. 아드의 치세는 문헌마다 제각각 제시되지만 그 시작점은 모두 바탄이 죽기 전으로 잡혀 있기 때문이다. 7세기에 편찬된 가장 오래된 아일랜드 왕사 Baile Chuinn에는 이 두사람이 모두 없지만, 이것은 문서가 편파적이라서 그런 것 같다. 어쩌면 바탄 막 니네더는 아르드리가 된 적이 없는데, 울라의 달 피어타크의 바탄 막 카릴(581년 몰)의 치세를 해명하기 위해 역사학자들이 바탄 막 니네더를 왕으로 비정한 것일 수도 있다. 바탄이 타라 언덕에서 아르드리에 올랐는지 아닌지 여부는 그래서 불확실하지만, 어쨌든 북 이 넬 씨족의 실질적인 권력자는 아드 막 안미레크였다.
575년 아드는 드림케트(Druim Cett)의 회의에서 달 리어타 국왕 아단 막 가브란과 만나 동맹을 맺기로 합의했다. 친척인 성자 콜룸바가 이것을 중개했을 수도 있다. 아드와 아단은 모두 달 피어타크의 바탄 막 카릴의 야심에 위협을 받고 있었기에 이해가 일치했다. 아드는 이 동맹 이후인 576년경에 아르드리가 된 것 같다. 아니면 아드와 아단의 회동은 사실 587년경 이후에야 있었던 일일 수도 있다. 바탄 막 니네더는 586년에 죽었고, 『울라 편년사』에는 바탄 막 카릴의 사망일자가 두 개 올라와 있는데 그 중 하나는 587년이다.
아드의 북 이 넬 패권에 대한 도전은 케넬 노간 씨족의 콜쿠 막 돔날에 의해 시작되었다. 양자는 580년 드림 멕 에르커(오늘날의 티론주 드럼힉) 전투에서 격돌했고 콜쿠가 패사했다. 그리고 586년에는 아드의 육촌형 바탄 막 니네더가 아르드리 자리에 도전한 남 이 넬의 콜만 마르 막 디어르마토에 의해 렘 인 에크(Léim in Eich)에서 죽임을 당했다(콜만은 573년에도 아르드리에 도전했을 수 있다). 587년, 벨라크 다히(Belach Dathi) 전투에서 콜만이 패사함으로써 아드가 승리했다.
또다른 도전은 동쪽의 울라에서 들어왔는데, 달 나라디 씨족의 피어크네 막 바탄이었다. 드림케트 회의에서 오스라거의 문제가 논의된 것을 보면 이 대 아드의 영향력은 무운에도 미치고 있었던 것으로 보인다. 597년, 무운 영토에서 벌어진 슬리어브 쿠어(Sliab Cua) 전투에서 피어크네가 승리했다. 피어크네는 594년 브레가의 키어나크타를 상대로 한 전투에서도 승리했다. 그래서 590년대에 피어크네가 타라 언덕의 아르드리였을 가능성이 있다.
아드는 이후 라긴 국왕 브란둡 막 에카크와 분쟁에 들어갔다. 브란둡은 이 켄셀럭 씨족으로, 이 넬 씨족의 세력잠식에 저항하고 있었다. Borúma Laigin에 보존된 이야기에 따르면, 아드의 아들 쿠마스카크(Cummascach)가 순행을 하던 도중 브란둡의 아내와 동침할 권리를 요구하자 브란둡이 쿠마스카크를 죽였다고 한다. 편년사서들에서는 브란둡이 597년 둔 부하트(Dún Buchat)에서 아드의 아들 쿠마스카크를 죽였다고 기록하고 있다. 589년 둔 볼그(Dún Bolg, 현 위클로주 둔보이크) 전투에서 아드는 브란둡에게 패배하고 전사했다.
아드는 친척인 성자 콜룸바와 아주 밀접했다. 그는 콜룸바가 죽었을 때 추도문을 발주하기도 했고, 어쩌면 더로 수도원을 세울 땅을 제공했을 수도 있다. 아드 사후 북 이 넬 왕위는 케넬 노간의 바탄 막 미르케르터그의 아들 콜만 리미드가 계승했다. 아들의 아들 코날 무 막 아도는 아르드리에 도전해서 실패했지만, 그 아들들인 말 코보 막 아도와 돔날 막 아도는 이후 북 이 넬 출신 아르드리가 된다.